# Yulia Raskina
Yulia Sergueïevna Raskina (en biélorusse : Юлия Сергеевна Раскина) est une gymnaste biélorusse née le 9 avril 1982 à Minsk en Biélorussie.
Elle a notamment remporté la médaille d'argent au concours général individuel aux jeux olympiques de Sydney, en 2000. En 2005 et 2006 elle intègre le Cirque du Soleil et joue dans le spectacle Corteo, aux côtés d'anciennes gymnastes rythmiques, Tamara Yerofeeva et Mary Sanders.